# Seehaufen
Der Seehaufen, teilweise auch Bodenseehaufen genannt, war ein Zusammenschluss aus Bauern, Geistlichen, Handwerkern und ehemaligen Landsknechten im Deutschen Bauernkrieg von 1524/25 und gemeinsam mit dem Allgäuer Haufen und dem Baltringer Haufen einer der drei großen Bauernhaufen im südlichen Oberschwaben. Er war mit diesen Gründungsmitglied der Christlichen Vereinigung. Sein Name leitet sich von der geografischen Verankerung am nördlichen Ufer des Bodensees ab. Militärisch zählte der Seehaufen zu den am besten ausgerüsteten Haufen des Bauernkrieges. Mit den Zwölf Rappertsweiler Artikeln formulierte er ein eigenständiges politisches Programm.

## Führungsriege und Organisation

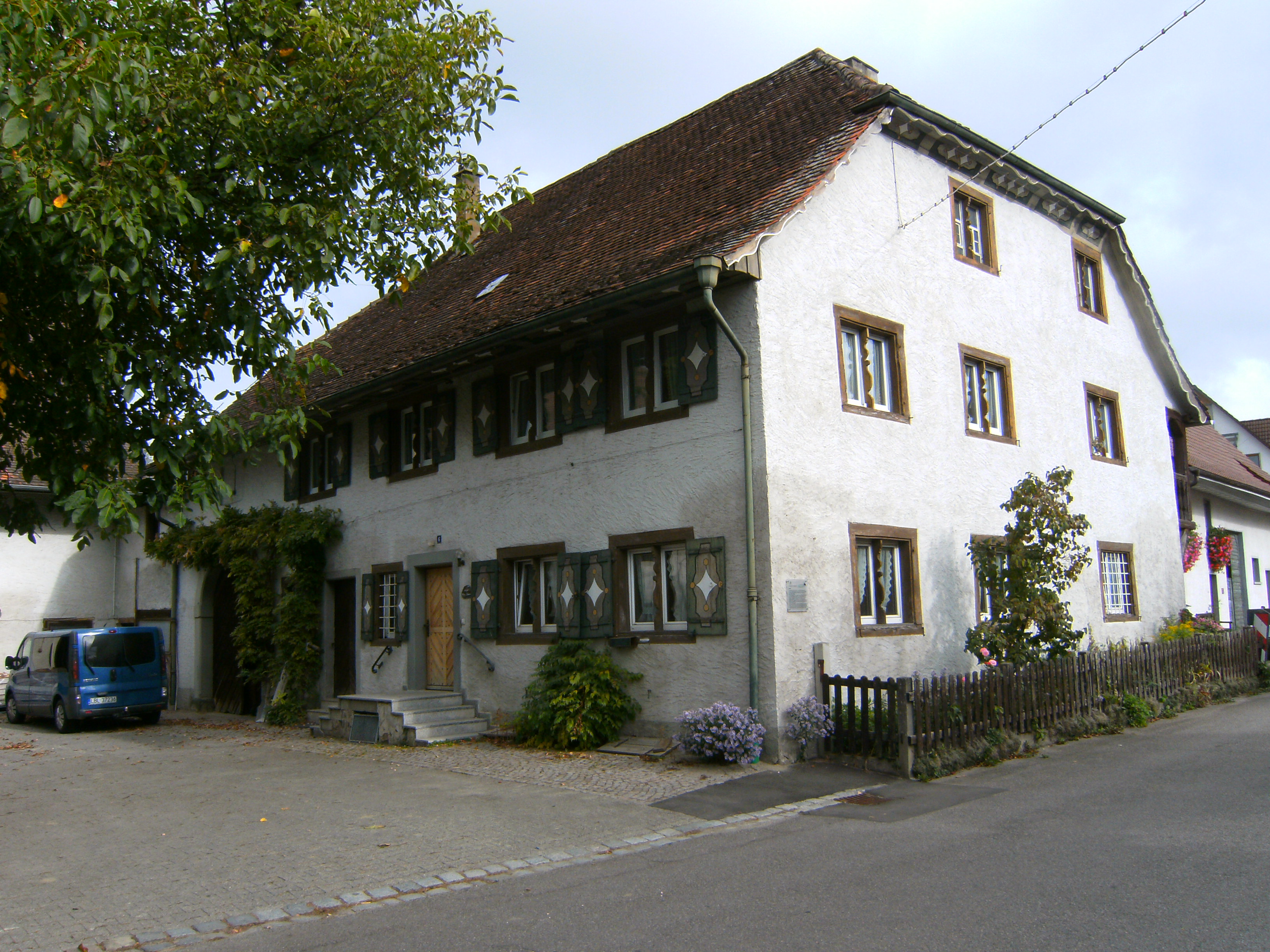
Der Bermatinger Kehlhof. Hauptquartier von Eitelhans Ziegelmüller ab März 1525

Angeführt wurde der Seehaufen als „Obrist“ von Hans Jakob Humpis von Senftenau, ein eher gering begüterter Junker aus der etablierten Ravensburger Patrizierfamilie Humpis, die im Handel aktiv war. Humpis war für diplomatische Verhandlungen wie jene mit dem Schwäbischen Bund zuständig und reiste in dieser Funktion häufig nach Memmingen und Ulm. Sein Sitz war das Landschlösschen Senftenau bei Lindau.
Der Hauptmann des Rappertsweiler Haufens, Dietrich Hurlewagen, war ebenfalls Junker und Angehöriger des Lindauer Patriziats. Er zog 1512 von Ulm nach Lindau, wo er drei Jahre später das Bürgerrecht erwarb. Wie Humpis gehörte er dem kleinen Landadel an. Er wohnte auf seinem Gutshof in Gitzenweiler bei Oberreitnau.
Eitelhans Ziegelmüller, Hauptmann des Bermatinger Haufens und Heerführer des Seehaufens bei der Schlacht von Weingarten, besaß eine Mühle in Oberteuringen als Lehen des 
Stifts St. Johann in Konstanz, die er von seinem Vater im Jahr 1510 geerbt hatte. Kurz vor Ausbruch des Bauernkriegs wurde er Vorsitzender des Gerichts (Ammann) der Landvogtei „zu und um Ailingen“.
Insgesamt sind im Bereich des Seehaufens 73 Führungspersonen namentlich bekannt. Wie der Historiker Elmar L. Kuhn feststellt, war der Aufstand keine Revolte allein der unteren Schichten, „sondern der Landschaft in ihrer Gesamtheit unter der Leitung der führenden Personen der ländlichen Sozialhierarchie“.

### Aufbau

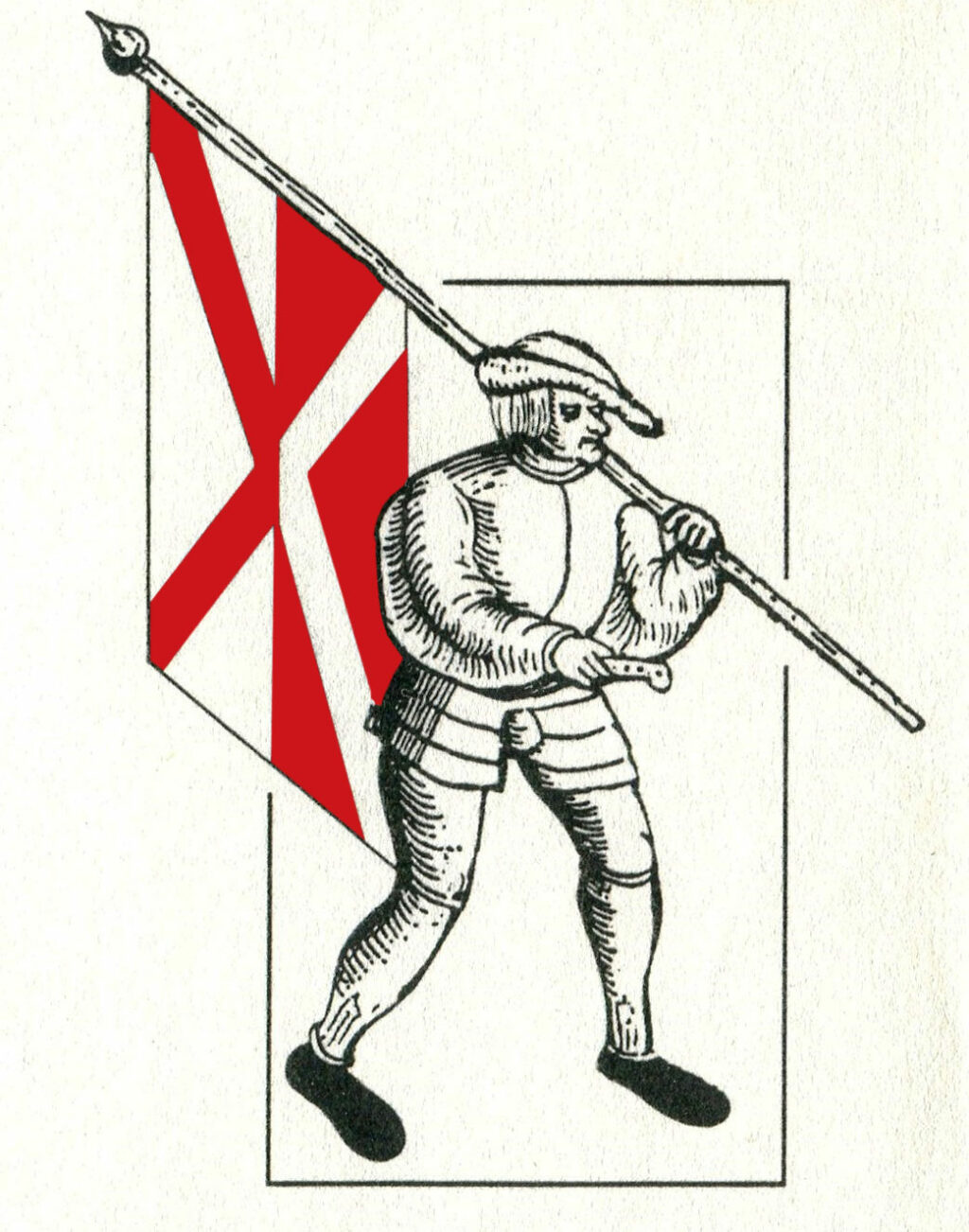
Gemeinsame Fahne der oberschwäbischen Bauern, wie sie in der Landesordnung der Christlichen Vereinigung festgelegt wurde

Der Wirkungsbereich des Seehaufens erstreckte sich über das gesamtliche nördliche Bodenseeufer von Bregenz bis Sipplingen und reichte landeinwärts bis nach Ostrach und Weingarten. Die Grenzen der jeweiligen Herrschaftsgebiete spielten für die regionale Organisation eine untergeordnete Rolle. Der Seehaufen basierte auf einer lockeren Organisationsstruktur, in der die einzelnen Abteilungen weitgehend autonom operierten. Der Einfluss des Obers war beschränkt und konzentrierte sich vor allem auf diplomatische Belange, militärisch koordinierten sich die Abteilungen punktuell untereinander.
Die unterste Organisationsebene stellten die sogenannten „Plätze“ dar, die sich in Kleinstädten, Marktflecken oder anderen zentral gelegenen Ortschaften befanden und in denen sich die Bauern (und andere Haufen-Mitglieder) der umliegenden Gemeinden versammelten. Mehrere Plätze bildeten einen Abteilungshaufen. Die drei Abteilungen Rappertsweiler, Bermatingen und Altdorfer Feld bildeten zusammen den Seehaufen.
Dieser war wiederum Mitglied der Christlichen Vereinigung (auch Oberschwäbische Eidgenossenschaft genannt), einem lockeren Bündnis aus Baltringer Haufen, Seehaufen und Allgäuer Haufen, das sich auf den vier oberschwäbischen Bauernparlamenten in Memmingen zu gemeinsamen Angelegenheiten beriet. Dort wurde auch eine Bundes- und Landesordnung verabschiedet, die als Grundlage für eine regionale bäuerliche Selbstverwaltung dienen sollte.
An der Spitze jeder Organisationseinheit (Platz, Abteilung, Haufen) stand jeweils ein Hauptmann mit seinen Räten. Zur Unterstützung der Leitung ab Ebene der Abteilungshaufen wurden die Posten Schultheiß, Weibel, Schreiber, Pfennigmeister und Fähnrich besetzt. Alle Funktionsträger wurden von den Mitgliedern gewählt.

## Forderungen des Seehaufens

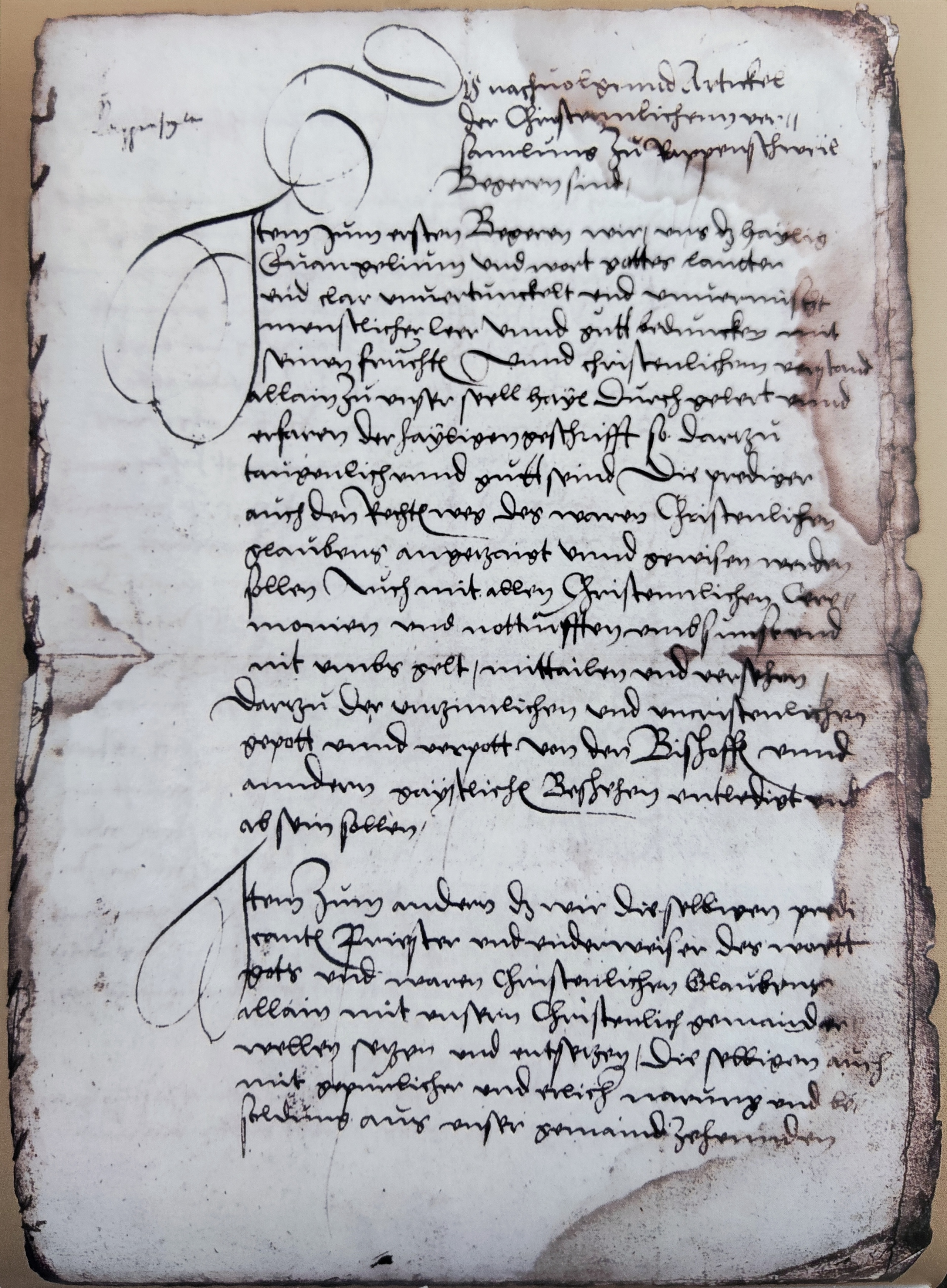
Die erste Seite der Zwölf Rappertsweiler Artikel

Zentrale ideologische Grundlage des Seehaufens war die aus der Bundschuhbewegung bekannte Forderung nach dem göttlichen Recht. In zahlreichen Schreiben wurde immer wieder betont, dass es ihnen „um nichts anderes denn die göttliche Gerechtigkeit“ gehe, wobei die Geistlichkeit aufhören müsse, die Menschen „zu bescheyssen“.
Demnach konnten nur jene weltlichen Einrichtungen und Regeln gerecht sein, die mit dem Evangelium übereinstimmten, das die Bauern durch die Obrigkeit verzerrt und fehlausgelegt sahen. Damit beriefen sie sich implizit auf das reformatorische Schriftprinzip. Im Unterschied zum Baltringer Haufen wollten Seehaufen und Allgäuer Haufen das göttliche Recht jedoch nicht nur „mit Liebe und Freundschaft an die Herren“, sondern „tapfer mit dem Schwert“ durchgesetzt wissen, was zu Konflikten auf den Memminger Bauernparlamenten führte.

### Die Zwölf Rappertsweiler Artikel
Aus dem Prinzip des göttlichen Rechts leitete der Seehaufen alle anderen Forderungen ab. Diese betrafen vor allem die Abschaffung der Leibeigenschaft, kommunale Selbstverwaltung, Art und Höhe der Abgaben sowie grundlegende Rechte der Untertanen. Seine Kernforderungen fasste der Seehaufen am 11. März 1525 in den Zwölf Rappertsweiler Artikeln zusammen, die als Verhandlungsgrundlage mit dem Schwäbischen Bund dienten und die folgende Ziele umfassen:
1. Die Pfarrer sollen das Evangelium in seiner ursprünglichen Form und ohne Verzerrung verkünden. „Unziemliche und unchristliche Gebote und Verbote, die von Bischöfen und anderen Geistlichen erlassen wurden“, sollen abgeschafft werden.
2. Die Gemeinde soll ihren Pfarrer selbst wählen können und ihn durch den Zehnten finanzieren.
3. Leibeigenschaft und Zwangsarbeit (Frondienst) sollen abgeschafft und Freizügigkeit gewährt werden.
4. Richter sollen unabhängig urteilen, geleitet allein von ihrem Gewissen – nicht mehr auf Basis von ungerechten Satzungen der Obrigkeit.
5. Fische und Wildtiere sollen nicht nur dem Grundherrn gehören, sondern der Allgemeinheit zugänglich sein – lediglich das Hochwild soll der Obrigkeit vorbehalten bleiben.
6. Die Gemeinde soll ihre Richter selbst bestimmen, die Amtszeit wird auf drei Jahre begrenzt.
7. Niemand darf ohne richterlichen Beschluss verhaftet oder eingesperrt werden.
8. Jeder soll das Recht haben, sich gegen ungerechte Gesetze und Urteile zu wehren.
9. Kreditzinsen dürfen fünf Prozent nicht übersteigen und müssen rechtlich begründet sein. Sachabgaben sollen durch Geldzahlungen ersetzt werden.
10. Folterverhöre dürfen nur noch auf gerichtliche Anordnung erfolgen. Es müssen mindestens vier Gerichtsvertreter anwesend sein, die über den Zeitpunkt zur Beendigung der Folter zu entscheiden haben.
11. Für Eheschließungen, Erbschaften oder Grenzstreitigkeiten dürfen keine Gebühren oder Bewirtungen mehr verlangt werden.
12. Weitere Beschwerden oder Forderungen können hinzugefügt werden.

Obschon das Programm des Seehaufens im Vergleich zu anderen Bauernhaufen eher gemäßigt war, waren seine Forderungen letzten Endes ein Angriff auf die feudale Ordnung. Nicht nur die Abschaffung von Leibeigenschaft und Frondienst, sondern auch die im neunten Artikel geforderte Umwandlung von Naturalabgaben in Geldabgaben „hätte einen großen Schritt in Richtung der Auflösung des Feudalsystems und der Reduzierung der Abhängigkeiten auf rein finanziell ablösbare Belastungen bedeutet.“
Entstanden sind die Rappertsweiler Artikel unmittelbar nach einer ersten Verhandlung der Rappertsweiler Abteilung mit einer Delegation des Schwäbischen Bundes in Langenargen. Verfasser der mit großer Eleganz zu Papier gebrachten Schrift war der Esseratsweiler Pfarrer und Schreibermeister des Haufens, Johannsen Loblich („Meister Hans“), der nicht nur die Niederschrift besorgte, sondern vermutlich auch maßgeblich an der inhaltlichen Argumentation des Konzepts vom göttlichen Recht mitwirkte. Am 15. Januar 1526 ließ ihn der Graf von Montfort an jenem Baum aufhängen, unter dem er zu den Bauern gepredigt hatte. Der Volltext der Zwölf Artikel:
- Wikisource: Die nachvolgendt Artickell der christlichen Versammlung zu Rappertswül Begehren – Quellen und Volltexte

### Unterschiede und Gemeinsamkeiten zu den Memminger Artikeln
Es ist bislang nicht geklärt, ob die Rappertsweiler Artikel als Vorarbeit zu den wenige Tage später veröffentlichten Zwölf Memminger Artikeln (die nach der Magna Carta von 1215 als eine der ersten niedergeschriebenen Forderungen nach Freiheitsrechten in Europa gelten) aufgeschrieben wurden, gänzlich unabhängig von diesen entstanden sind oder eine vorab veröffentlichte lokale Abwandlung darstellen. Inhaltlich unterscheiden sie sich in einigen Punkten von den Memminger Artikeln, beispielsweise wird das Thema der Allmende nicht behandelt, da diese im Bereich des Seehaufens kein Problem darstellte. Auch die in den Memminger Artikeln geforderten Holzrechte fehlen.
Hingegen spielt bei den Rappertsweiler Artikeln die Kontrolle der Gerichtsbarkeit und der Schutz vor Willkür eine größere Rolle, was vermutlich direkt mit der kurz zuvor erfolgten Beseitigung der Dorfgerichte durch den Grafen von Montfort zusammenhängt. Eine Besonderheit ist ebenfalls, dass sich in den Rappertsweiler Forderungen die Rechtssprechung gänzlich von den Satzungen der Obrigkeit lösen soll, während die Memminger Artikel die Beachtung „alter geschriebener Straf“ verlangten.

## Geschichte

### Vorgeschichte und Ausgangslage

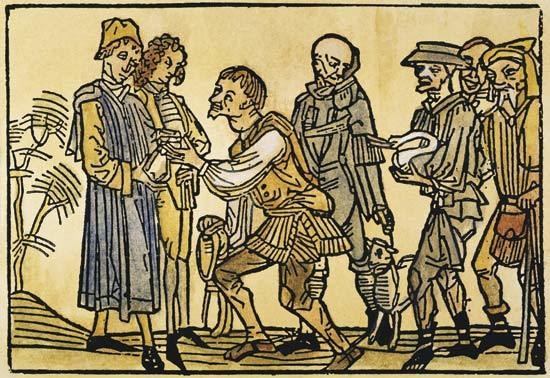
Bauern liefern einem geistlichen Herren ihren Zehnten ab. Holzstich von 1468 (koloriert).

Während der gesamten Feudalepoche gab es immer wieder Konflikte zwischen Herrschaft und dem „gemeinen Mann“. Zu Beginn des 16. Jahrhunderts hatte das schnelle Bevölkerungswachstum seit dem Ende der Pestwellen sowie zahlreiche Misserntejahre und steigende Getreidepreise in Folge von Klimaveränderungen die wirtschaftliche Lage der meisten Bewohner der Bodenseeregion stark verschlechtert. Gleichzeitig erschütterte auf politischem Gebiet die Reformation ab 1517 die Autorität der Kirche, die in Konstanz vom Wirken des Schweizer Theologen Huldrych Zwingli geprägt war. Der Buchdruck hatte die Geschwindigkeit der Informationsverbreitung beschleunigt.
Im Gebiet des Seehaufens, im Linzgau und in den Herrschaftsgebieten rund um den Bodensee, lasteten während dieser Zeit zunehmende Leibeigenschaftsansprüche und Abgabenforderungen auf der bäuerlichen Bevölkerung. Eine wachsende Zahl armer, aber freier Bauern, stürzte aufgrund neuer Abgaben in die Leibeigenschaft – während die Strukturen ländlicher Selbstverwaltung in der benachbarten Schweiz ein praktisches Beispiel möglicher Alternativen zum Status quo darstellten. 
Nicht zuletzt die Todfallabgabe, in deren Rahmen Kinder beim Tod ihres Vaters das beste Stück Vieh, beim Tod der Mutter deren bestes Gewand abzuliefern hatten, trug zur Verarmung der leibeigenen Bevölkerung bei. Wenn Ehepartner ohne Zustimmung ihrer jeweiligen Leibherren – also „ungenossam“ – heirateten, konnten die Leibherren ein Drittel oder sogar die Hälfte des Vermögens der Eheleute einziehen. Dies diente als Mittel, um sich schrittweise auch den bislang freieigenen Grundbesitz anzueignen.
Zwischen 1523 und Anfang 1525 kam es im Bodenseeraum zu mehreren kleineren Erhebungen, Zehntverweigerungen und juristischen Auseinandersetzungen gegen Klöster und Adel. Diese richteten sich insbesondere gegen das Kloster Salem und die Grafen von Montfort, die besonders hohe Abgaben forderten, im Falle der Salemer Mönche die Leibeigenschaft vorantrieben und im Falle der Montforter angestammte Rechte dörflicher Selbstverwaltung abschafften.
Seinen Anfang nahm der Bauernkrieg im Sommer 1524 mit Aufständen im Schwarzwald, Hohentwiel und im Bistum Bamberg. Als unmittelbarer Auslöser gilt der Aufstand der Bauern im Wutachtal bei Stühlingen im Juni 1524, nachdem die Frau des Grafen von Lupfen die Bauern – mitten in der Erntezeit – zum Sammeln von Schneckenhäusern aufforderte, um darauf ihr Garn aufzuwickeln. Die Willküranordnung brachte das Fass zum überlaufen. Die Stühlinger Bauern reagierten mit Drohgebärden und gründeten schließlich am 23. Juni einen Haufen.

### Gründung

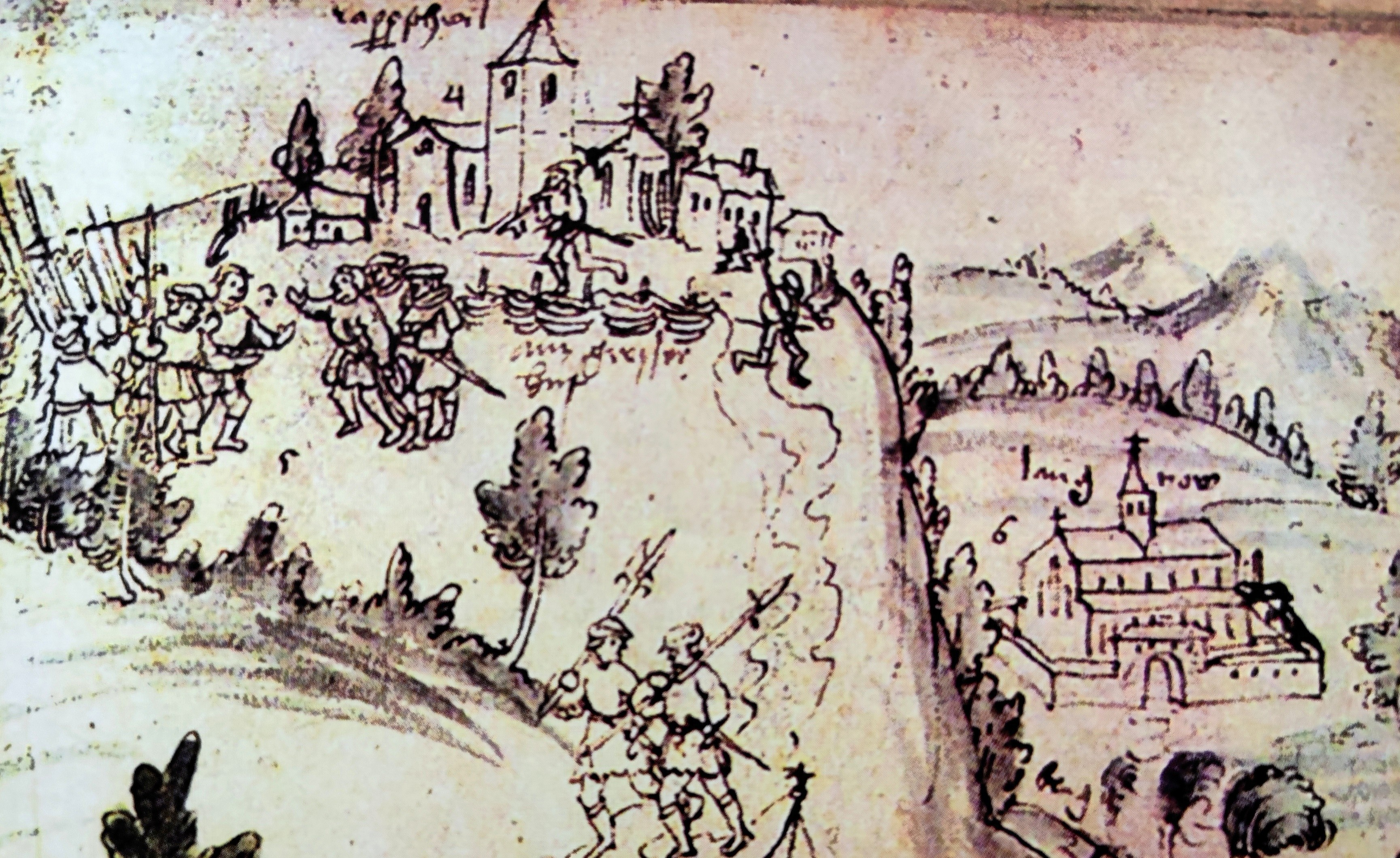
Versammlung der Bauern auf dem Rappertsweiler Blasenberg, Ausschnitt aus der Bauernkriegschronik des Weißenauer Abts Jacob Murer

In der Bodenseeregion fanden sich die Bauern vergleichsweise spät zusammen. Am 21. Februar 1525 versammelten sich rund 8000 Bauern auf dem Blasenberg bei Rappertsweiler im Tettnanger Argental. Die meisten von ihnen waren Untertanen des Grafen von Montfort. Noch in der Nacht suchten sie den Junker Dietrich Hurlewagen auf seinem Gut in Gitzenweiler bei Oberreitnau auf, den sie nach seinem Eintreffen in Rappertsweiler am 22. Februar zu ihrem Hauptmann bestimmten.
Am gleichen Tag schlossen sich die Bauern Oberreitnaus an. Zu weiteren Hauptleuten wurden Hans Neggler und Thoma Amenleit aus Neuravensburg, Seyfried Schmid von Wasserburg, Peter Stoppel aus Mehetsweiler sowie Martin Lenz und Hans Bach aus Rappertsweiler gewählt.

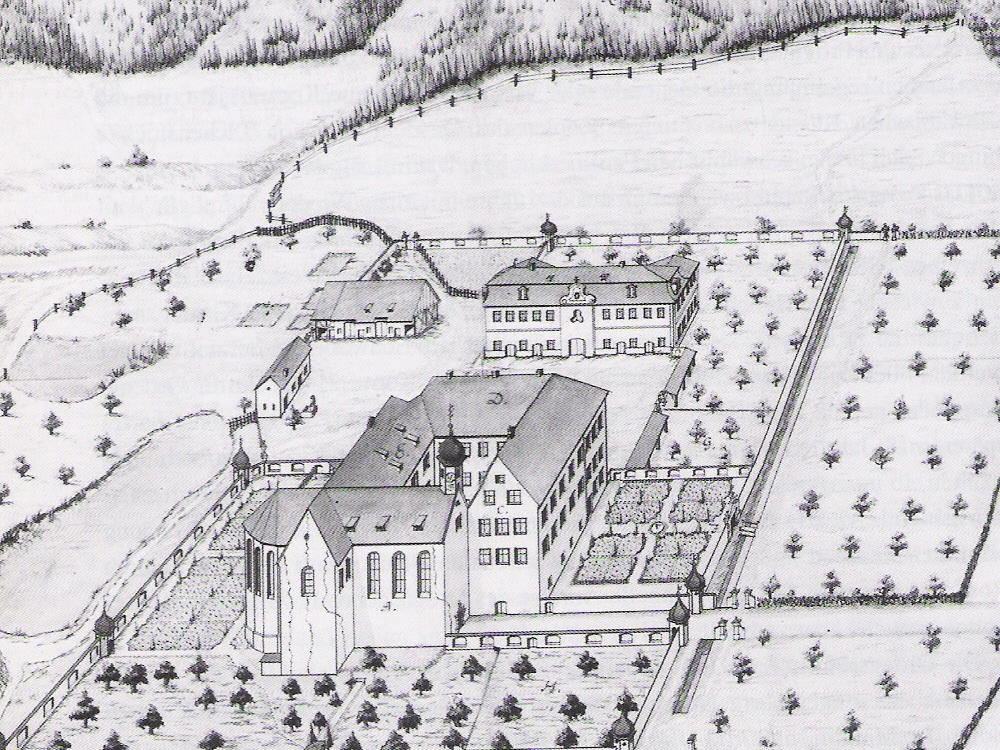
Das Kloster Langnau im Jahr 1790, kurz vor seinem Abriss

Am 24. Februar startete der Rappertsweiler Haufen mit dem Sturm auf das Kloster Langnau seine erste bewaffnete Aktion. Dabei plünderten sie Frucht- und Kornkasten um sich mit Lebensmitteln zu bevorraten, blockierten die Straßen der Umgebung und forderten die Bauern der Nachbarschaft auf – sofern sie dies nicht bereits ohnehin schon taten – sich dem Aufstand anzuschließen.
In den Folgetagen versuchten die Rappertsweiler, ihre Massenbasis zu vergrößern. Während Schreiben an Gemeinden im Bregenzer Vorland ohne Wirkung blieben, schlossen sich bald die Untertanen der Klöster Weißenau und Weingarten, der Reichsstadt Ravensburg sowie der österreichischen Landvogtei der Erhebung an. Am 5. März versammelte sich die Bevölkerung des Fleckens Altdorf (heutiges Weingarten). Mitte März schloss sich das Altdorfer Feld dem Seehaufen an und bildete einen eigenen Abteilungshaufen unter Leitung des Großbauern Urban Hermann.
Anfang März erhielten die Rappertsweiler ebenfalls Unterstützung aus dem Linzgau. Am 3. März versammelten sich die Linzgauer Bauern erstmals in Ahausen, am 7. März kam es zu einer weiteren Versammlung in Ailingen. Ihr Anführer wurde der Oberteuringer Müllerssohn Eitelhans Ziegelmüller, der sein Standquartier in den Folgetagen von Ailingen in den Bermatinger Kehlhof verlagerte. Da die Entfernung für gemeinsame Aktionen mit den Rappertsweilern zu groß war, gründeten die Linzgaubauern mit dem Bermatinger Haufen einen eigenen Abteilungshaufen.
Die drei Teilhaufen gründeten schließlich den Seehaufen, der zu diesem Zeitpunkt bereits aus rund 12.000 Personen bestand. Kern des Seehaufens waren fortan die Rappertsweiler Abteilung im Osten und die Bermatinger Abteilung im Westen des Bodenseegebiets. Mit dem Allgäuer Haufen wurde Anfang des Monats ein Bündnis erreicht.

### Rappertsweiler Artikel und Gründung der Christlichen Vereinigung

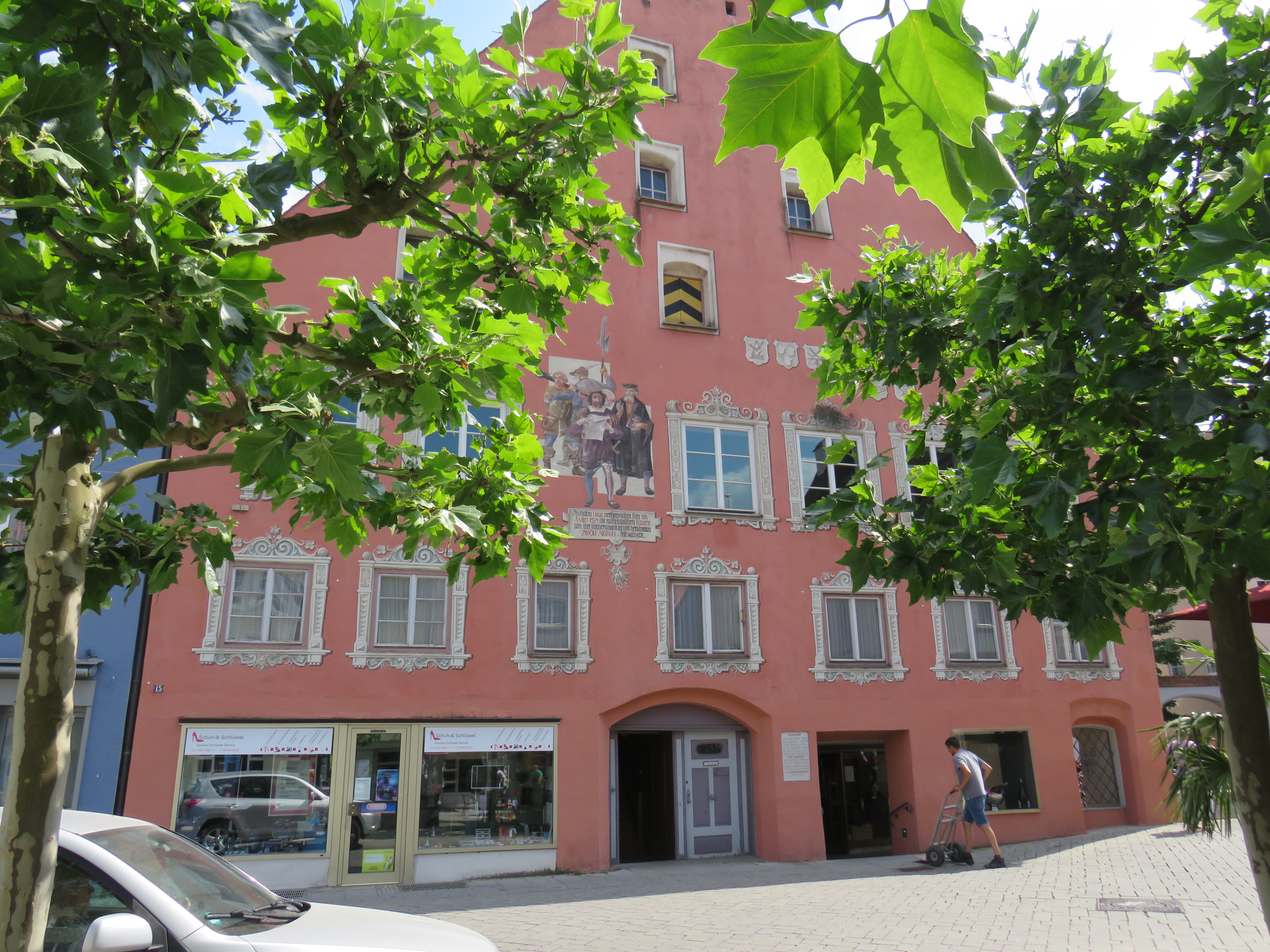
Die Kramerzunftstube, Tagungsort des Memminger Bauernparlaments

Vom 6. bis 8. März tagte eine Delegation der Seebauern auf Einladung der Baltringer gemeinsam mit Vertretern der anderen oberschwäbischen Haufen auf dem Memminger Bauernparlament, wo sie die Christliche Vereinigung gründeten. Dabei beschlossen sie eine Bundes- und Landesordnung als überregionales Organisationsstatut, das Grundzüge einer Verfassung trägt. Die Tagung gilt deshalb als erste Verfassunggebende Versammlung auf deutschem Boden.
Memmingen, wo sich die Reformation nach Zwingli durchgesetzt hatte, war eine der wenigen Reichsstädte, die sich von Beginn an auf die Seite der Bauern gestellt hatte und setzte Kernforderungen wie die freie Pfarrerwahl und die Abschaffung der Leibeigenschaft um.
Am 11. März verschriftlichte der Rappertsweiler Haufen in Langenargen seine Forderungen in den Zwölf Rappertsweiler Artikeln. Sie sollten als Verhandlungsgrundlage mit dem Schwäbischen Bund dienen. Verfasser war der Esseratsweiler Pfarrer und Haufen-Schreibermeister Johannsen Loblich. Auf der zweiten Memminger Bundestagung (14. bis 16. März) wurden die in Teilen davon abweichenden Zwölf Artikel als gemeinsamer Forderungskatalog der christlichen Vereinigung verabschiedet, der in hohen Auflagen gedruckt wurde und überregional große Verbreitung fand.
Im März zählte der Rappertsweiler Haufen sechs Plätze, die Linzgauer Abteilung bestand hingegen bislang nur aus dem Bermatinger Haufen. In der Folgezeit konnte sich jedoch auch die westliche Organisationsstruktur weiter verdichten. Es wurde ein „Alarmplan“ aufgestellt: Die größten Kirchenglocken in der gesamten Bodenseeregion durften fortan nicht mehr geläutet werden. Das gleichzeitige Läuten dieser Glocken wurde jetzt zum Alarmsignal, auf dessen Ertönen hin sich die Bauern bewaffnet nach Bermatingen zu begeben hatten. Zudem wurde eine Art Steuer zur Finanzierung der Haufenaktivitäten eingeführt. Als Anführer des Seehaufens („Obrist“) wurde der Junker Hans Jakob Humpis von Senftenau gewählt.

### Sturm auf Schlösser des Argentals und Klöster bei Ravensburg

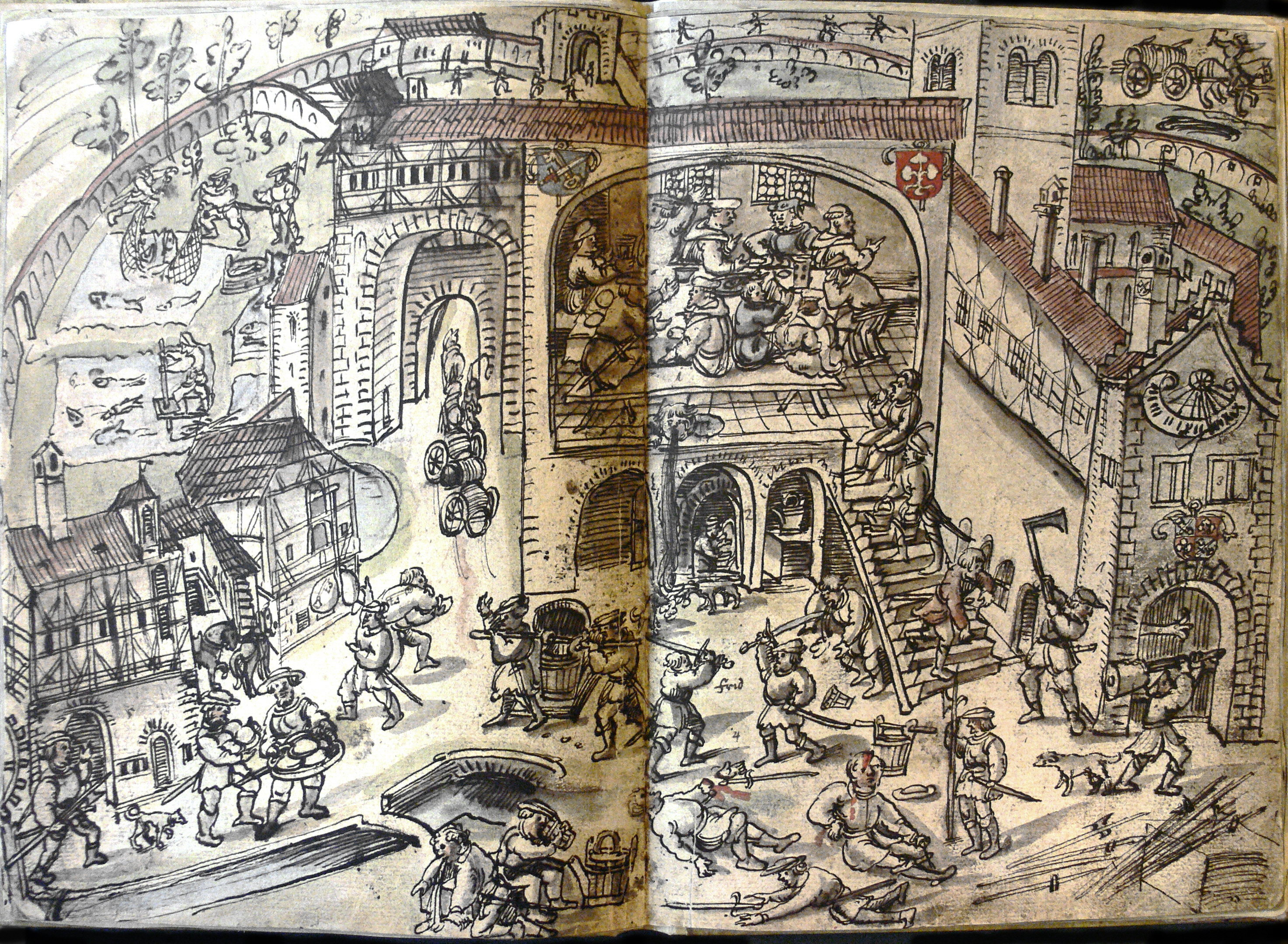
Sturm auf das Kloster Weißenau

Der Rappertsweiler Abteilung schlossen sich jetzt auch Bürger der montfortischen Residenzstadt Tettnang und des Marktfleckens Langenargen an. Es gelang den Bauern, das Wasserschloss Argen kampflos zu besetzen und sich die dort stationierten Kanonen anzueignen. Hurlewagen rühmte sich im Nachgang an die Aktion, sogar den Weinkeller vor Schaden bewahrt zu haben.
Auch bei der Erstürmung des Schlosses Achberg stießen die Bauern kaum auf Widerstand. Die Schlösser blieben von Plünderungen weitgehend verschont. Die Dienstleute der Grafenfamilie im Schloss Tettnang mussten jedoch einen Eid auf die Bauern ablegen.
Mitte März sicherte die Rappertsweiler Abteilung einer Verhandlungsdelegation des Schwäbischen Bundes zu, dass sie „gegen niemanden etwas Arges oder Ungutes vornehmen wollten“ und sandten ihre Beschwerdeartikel an die Bundesräte in Ulm.
Anfang April wurde die erfolgreiche Besetzung der Klöster Weingarten und Weißenau, der Deutschorden-Schlösser Altshausen, Aulendorf und Königsegg sowie die Belagerung von Schloss Wolfegg des Truchsessen Georg von Waldburg durch die Altdorfer Abteilung gemeldet. Eine zentrale Rolle bei der Besetzung des Klosters Weißenau spielte der dortige „Rädelsführer“ Stefan Rahl, der vor den Toren des Klosters eine Rede an die Bauern richtete, mit denen er anschließend zum Sturm auf das Kloster ansetzte. Die Weißenauer Mönche flüchteten nach Ravensburg, während die Mönche von Weingarten im Kloster blieben und mittels verzweifelter Briefe nach Ulm um militärische Unterstützung des Schwäbischen Bundes ersuchten.

### Aktionen der Bermatinger Abteilung

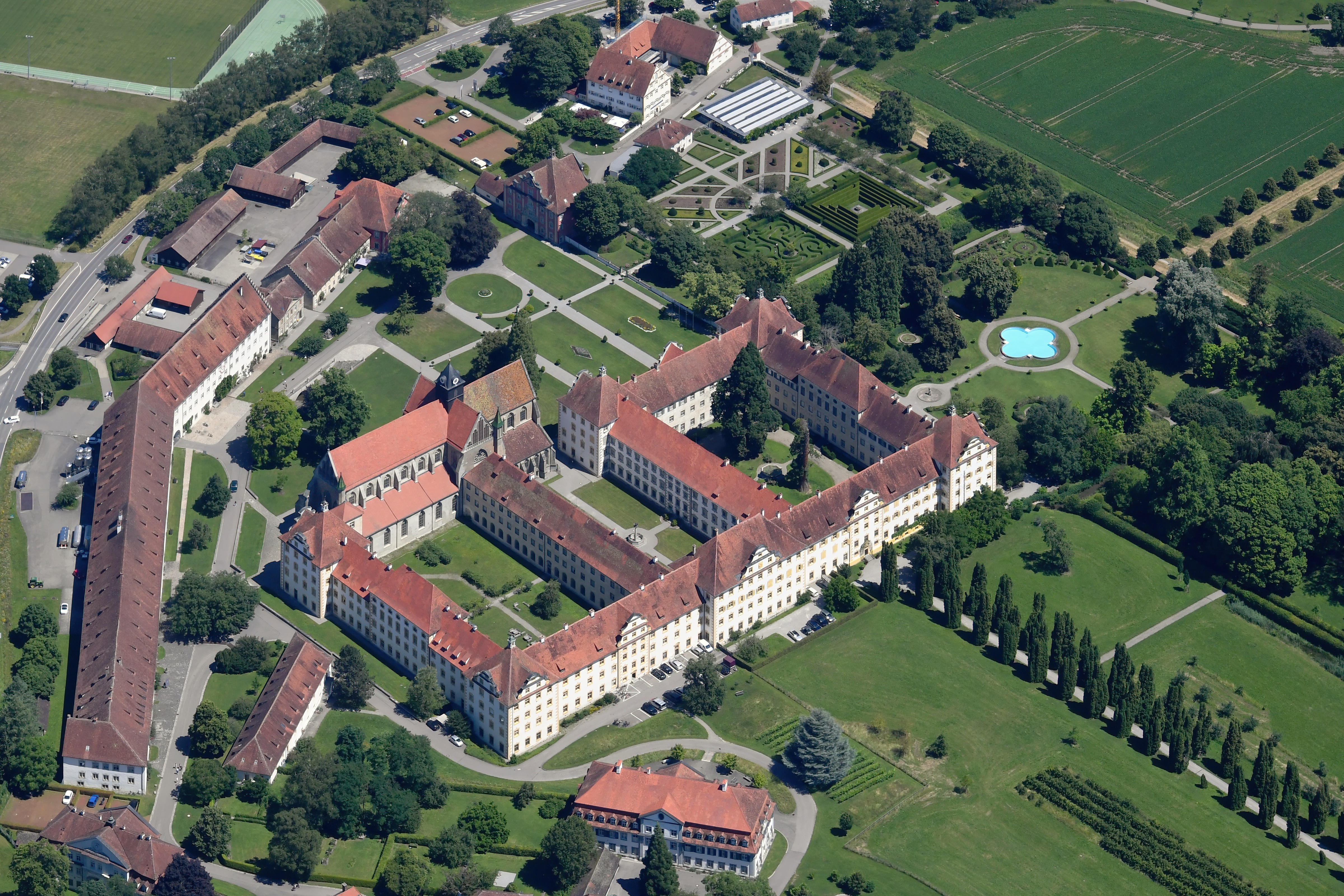
Das Kloster Salem in seiner heutigen Form mit barocken Erweiterungen

Die Aktionen der Bermatinger Abteilung unter Leitung von Eitelhans Ziegelmüller sind dank der Chronik eines Salemer Mönchs detailliert überliefert. Zu Beginn hätten die Bermatinger ihre Botschaft:

„…nach Immenstaad, Hagnau, in die Werdenbergischen und Salemer Gebiete, und um den ganzen Bodensee bis Sernatingen, unter Sipplingen und über die Berge bis gen Pfullendorf geschickt. Und sie haben sie ernstlich und endlich aufgefordert, ihnen zu huldigen. Wenn sie das tun, sei es gut, tun sie es aber nicht, so mögen sie nur zuwarten, wie es ihnen gehe […] schließlich hat alles, nämlich der ganze Bodensee, zu ihnen geschworen.“

Von seinem frisch bezogenen Hauptquartier im Bermatinger Kehlhof aus galt Ziegelmüllers erste Aktion dem reichen Zisterzienserkloster Salem, das bei seinen Untertanen aufgrund der hohen Abgaben, die viele Bauern in die Armut stürzten, besonders verhasst war. Er marschierte mit nur rund 20 Personen in das Kloster ein, „und da haben ihm alle Bediensteten im Kloster huldigen müssen auf die zwei Artikel: das göttliche Recht zu beachten und gegen ihren Haufen nichts zu unternehmen“, berichtet der Mönch weiter. Zu größeren Plünderungen kam es nicht, wie üblich wurden die Vorräte zur Versorgung des Haufens genutzt.
Als der Schwäbische Bund nach dem Scheitern der Verhandlungen Ende März sein Heer im nördlichen Oberschwaben gen Süden schickte, versuchten die Bermatinger, ihre Massenbasis rasch zu vergrößern.
Am 1. April zogen 300 Mann des Haufens nach Owingen, wo ein neuer „Platz“ eingerichtet und ein Hauptmann ernannt wurde. Am 2. April zogen die Bermatinger nach einer großen Versammlung nach Markdorf, um die Stadt zur Huldigung aufzurufen. Nachdem sich Markdorf freiwillig den Bauern ergeben hatte, schwor am 3. April „die ganze Gemeinde in der Stadt dem Hauptmann“. Danach besetzten die Bauern das Schloss zu Ittendorf, das der Reichsstadt Überlingen gehörte. Sie zogen weiter nach Meersburg „wo die Bürger ihnen entgegenzogen mit Wein und Brot und die Stadt übergaben und ist der Hauptmann mit dem Sturmhaufen in die Stadt gezogen und haben allda ihm auch geschworen“. Kurze Zeit darauf musste der Bischof das Schloss Meersburg „samt 600 Gulden, 6 Fuder Wein und das im Schloss liegende Geschütz“ ausliefern.
Nach einer Warnung vor dem heranziehenden Heer der Österreicher wurde die Belagerung von Buchhorn abgebrochen. Es wurde jedoch eine Einigung mit der Stadt erzielt, die ihre Tore für den Marktverkehr der Bauern offen hielt. Ins verbarrikadierte Überlingen, wo sie „keineswegs mit den Bauern waren“, konnte der Haufen nicht eindringen.
Die Reichsstädte konnten den revolutionären Zielen der Bewegung wenig abgewinnen, da sie selbst eigene Feudalherrschaften und leibeigene Bauern besaßen. Überlingen galt zusammen mit Pfullendorf unter den Reichsstädten zu den „hardlinern“ in ihrer Abwehrhaltung gegen die Bauern und führte nach dem Ende des Bauernkriegs mehrere Hinrichtungen durch.
Erfolgreicher lief es für die Bauern in der Umgebung von Konstanz, wohin der Haufen mit „500 Knechten über den See“ fuhr. Wollmatingen „und andere Dörfer dort“ schworen dem Hauptmann die Treue. Dem Konstanzer Rat gelang es jedoch, den Stoßtrupp zum Abzug zu bewegen, womit die Besetzung der Klöster Petershausen und Reichenau verhindert wurde.

### Die Entscheidungsschlacht von Weingarten

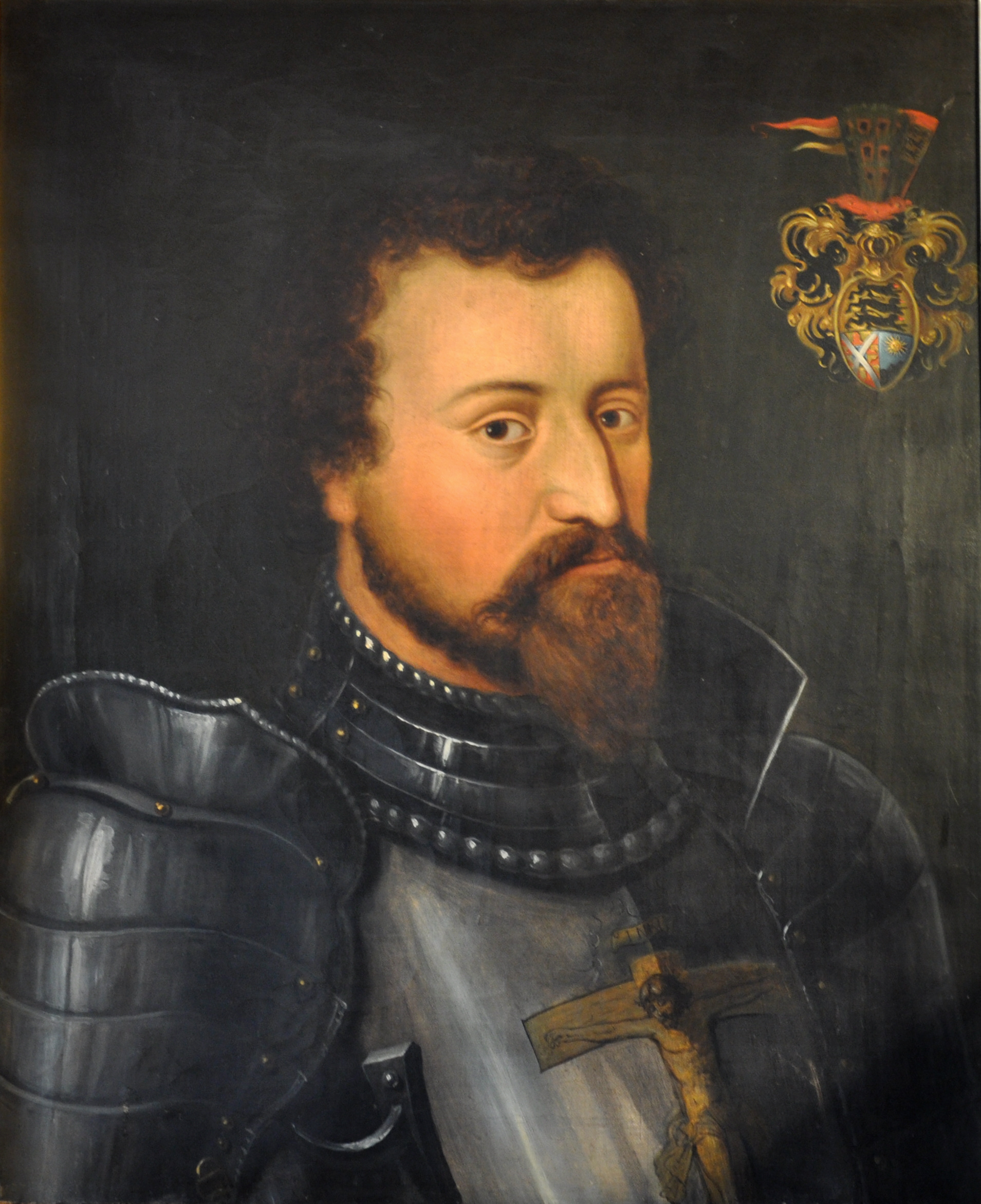
Portrait des Truchsessen Georg III. von Waldburg („Bauernjörg“)

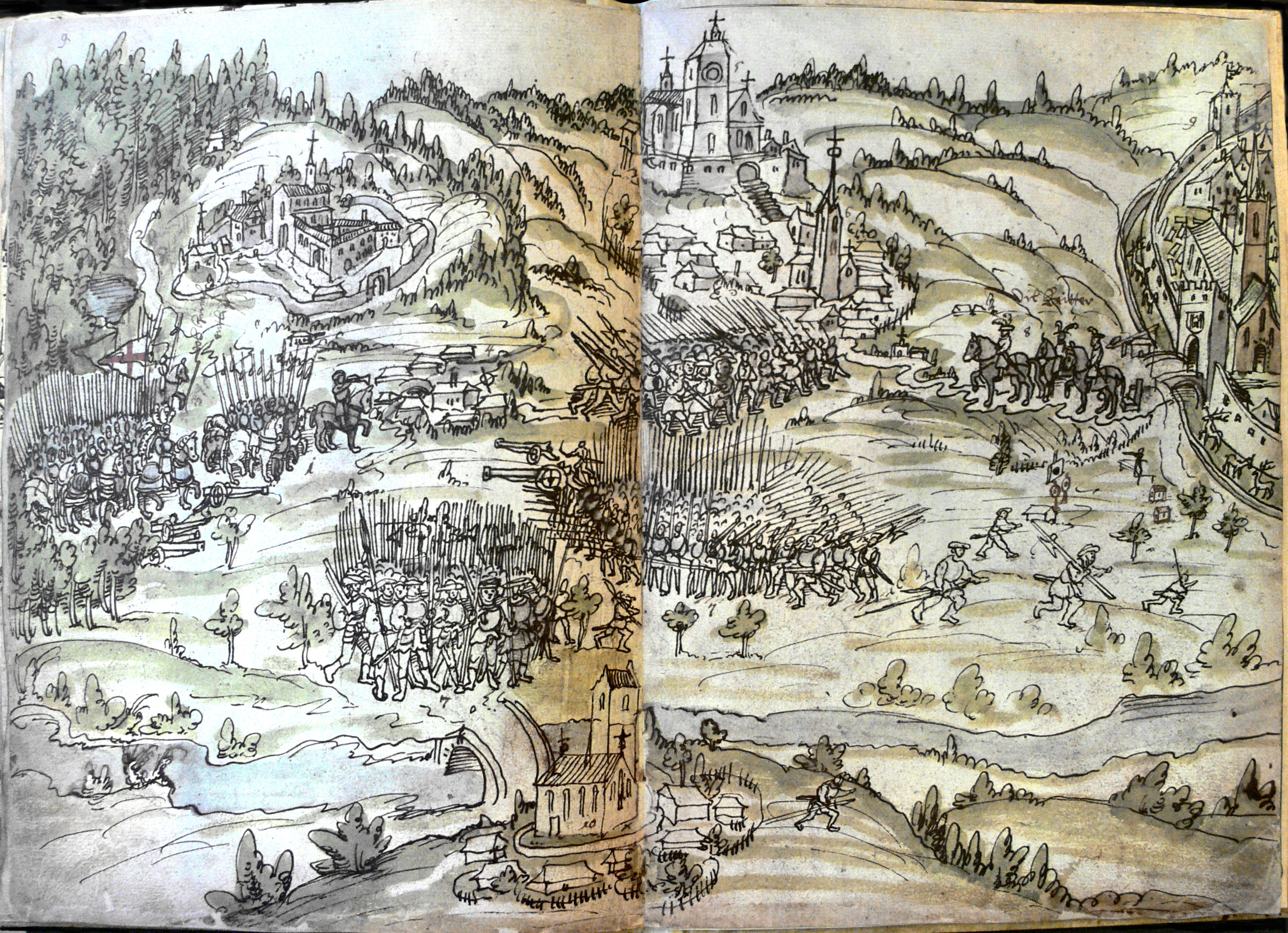
Aufstellung vor Weingarten. Ganz links das Heer des Schwäbischen Bundes mit rot-weißer Fahne, in der Bildmitte die drei Haufen des Bauernheeres mit zwei Kanonen. Mittig oben das Kloster Weingarten, dessen Treppe nach Altdorf führt. Rechts zu Pferde die Vermittlerdelegation aus Ravensburg kommend.

Am 4. April kam es in Leipheim zur ersten großen Schlacht des Schwäbische Bunds gegen den militärisch kaum vorbereiteten Baltringer Haufen, bei der schätzungsweise zwischen 1000 und 4000 Menschen umkamen. Entgegen der Beistandspflicht in der Bundesordnung der Christlichen Vereinigung, kamen Seehaufen und Allgäuer nicht zur Hilfe. Die geschlagenen Baltringer mussten sich daraufhin erneut ihren Herren unterwerfen und sagten sich von der Vereinigung los.
Während die Anführer des Bermatinger Haufens am Gründonnerstag 1525 im Kloster Salem über eine neue Botschaft an die Hegauer Bauern berieten, erreichte sie die Nachricht, dass Georg III. Truchsess von Waldburg (genannt „Bauernjörg“) das Heer des Schwäbischen Bundes weiter in Richtung Süden mobilisierte, um den Aufstand am See niederzuschlagen.
Daraufhin wurde am Karfreitag um zwei Uhr morgens das Alarmsignal in Form von Sturmgeläut sämtlicher Kirchenglocken der Region gegeben. Noch am selben Morgen versammelten sich rund 10.000 Bauern unter Führung von Eitelhans Ziegelmüller in Bermatingen, um gemeinsam Richtung Gaisbeuren aufzubrechen, wo sie den Truchsess von Waldburg erwarteten. Die verbündeten Allgäuer und Hegauer Bauern schlossen sich dem Feldzug an.
Zu dieser Zeit hatte die Revolte starken Rückenwind, ganz Südwestdeutschland bis zum Mittelrhein und Franken befanden sich im Aufstand. Obwohl der Baltringer Haufen als zusätzliche Unterstützung ausfiel, sah sich der Seehaufen zu der Schlacht gut gerüstet. Er verfügte über mehrere schwere Kanonen (aus Markdorf und Meersburg erbeutet), 4000 Handfeuerwaffen und hatte tausende militärisch erfahrene ehemalige Landsknechte für sich rekrutieren können. Adlige berichteten, „noch niemals ein militärisch so gut ausgerüstetes Volk beeinander gesehen zu haben“.
Martin Walser schildert in seinem Roman „Seelenarbeit“ anschaulich die Lage:

„Mit 8000 Mann zieht der Herr Georg von Waldburg von Wurzach her auf Weingarten zu. Am Gründonnerstag hat er auf der Wurzacher Heide die Bauern durch Verhandlungen getäuscht und dann angegriffen und gejagt und ein paar hundert von ihnen getötet. Jetzt sorgt er sich – weil der Bauernhaufen nach Süden abhaut – um die Sitze der Waldburger. In Gaisbeuren trifft er auf unseren Seehaufen. 10.000 Bauern sind das. Befehlen tut die ein Junker namens Dietrich Hurlewagen aus Lindau […] Von Markdorf her ziehen noch einmal 10.000 Mann, geführt von Eitelhans Ziegelmüller. Eine solche Nacht wie dort von Gründonnerstag auf Karfreitag 1525 hat es im Oberland überhaupt noch nie gegeben. Und danach nie mehr. Von zwei Uhr nachts an hat eine Kirche die nächste wachgeläutet. 8000 Bauern waren von Leutkirch her im Anmarsch, die Oberallgäuer, 4000 Hegauer zogen auch schon auf Weingarten zu. Der Herr Georg von Waldburg war praktisch erledigt.“

Am 15. April brachten 10.000 Seebauern bei Gaisbeuren ihre Geschütze in eine vorteilhafte Position zu den Soldaten des Schwäbischen Bundes. Nach heftigem gegenseitigen Beschuss musste der Truchsess seine Truppen zurückziehen.
Daraufhin schickte er, seine Niederlage fürchtend, vier Gesandte ins Bauernlager (darunter Vermittler der Grafen von Montfort und des Rats der freien Reichsstadt Ravensburg), um mit dem Bermatinger Hauptmann Eitelhans Ziegelmüller zu verhandeln. Dieser hatte die militärische Leitung der Schlacht inne. Er bot ihnen an, sich der Stadt Weingarten nicht weiter zu nähern, wenn die Bauern im Gegenzug ihre Waffen und Fahnen abliefern und das Bündnis mit den Allgäuern beendeten. Den Bauern wurde Straffreiheit und die Schaffung von Schiedsgerichten bei Konflikten mit der Obrigkeit zugesagt – ihre Forderungen sollten jedoch nicht erfüllt werden. Stattdessen sollten sie bis zur Einberufung der Schiedsgerichte weiterhin die gewohnten Abgaben leisten, alle eroberten Klöster, Schlösser, Ortschaften und Güter zurückgeben, sämtliche Bündnisse und Verpflichtungen untereinander aufgeben, ihren Herren erneut huldigen, und geloben, keine weiteren Aufstände zu organisieren.
In der folgenden Nacht wollten die Seebauern das feindliche Lager überfallen und dessen Geschütz erbeuten. Dazu kam es jedoch nicht, da der Truchsess von einem Verräter aus den Reihen der Bauern gewarnt wurde. Am Ostersonntag, dem 16. April, ruhten die Kampfhandlungen auf beiden Seiten. Nach Eintreffen von Verstärkung standen nun rund 20.000 Bauerntruppen den 8000 Soldaten des Schwäbischen Bundes gegenüber, während sich Ziegelmüller für erneute Verhandlungen vom Schlachtfeld entfernte.
Entgegen der Zusage, sein Heer während der Verhandlungen nicht in Richtung der Stadt zu bewegen, versuchte der „Bauernjörg“ seine zahlenmäßig unterlegenen Truppen weiter in Stellung zu bringen. Dies entging Ziegelmüller nicht, der seine Truppen strategisch günstig an den Hängen hinter Weingarten in Schlachtformation aufstellte. Schließlich vollzogen die Bauern einen erneuten Stellungswechsel, verließen den Berg jenseits der Schussen und zogen dem bündnischen Heer frontal entgegen.
Kurz vor der Entscheidungsschlacht, nach einer vom Truchsess in die Länge gezogenen zweiten Verhandlungsrunde, gaben die Anführer des Seehaufens auf und nahmen am 17. April das „unverschämte Angebot“ (Walser) an. Das Heer der Bauern begann sich aufzulösen, jedoch weigerten sie sich, ihre Waffen abzugeben. Die mit dem Schwäbischen Bund getroffene Vereinbarung wurde wenige Tage später, am 22. April, als Vertrag von Weingarten in Ravensburg durch neun Siegel beurkundet, darunter die Siegel der Stadt Meersburg, der Stadt Tettnang, des Klosters Weingarten und des Hauptmannes des Platzes Altdorf. Die Oberallgäuer Bauern nahmen den Vertrag nicht an und ein Teil der Unterallgäuer fiel wenige Zeit später von ihm ab.

### Folgen des Vertrags von Weingarten

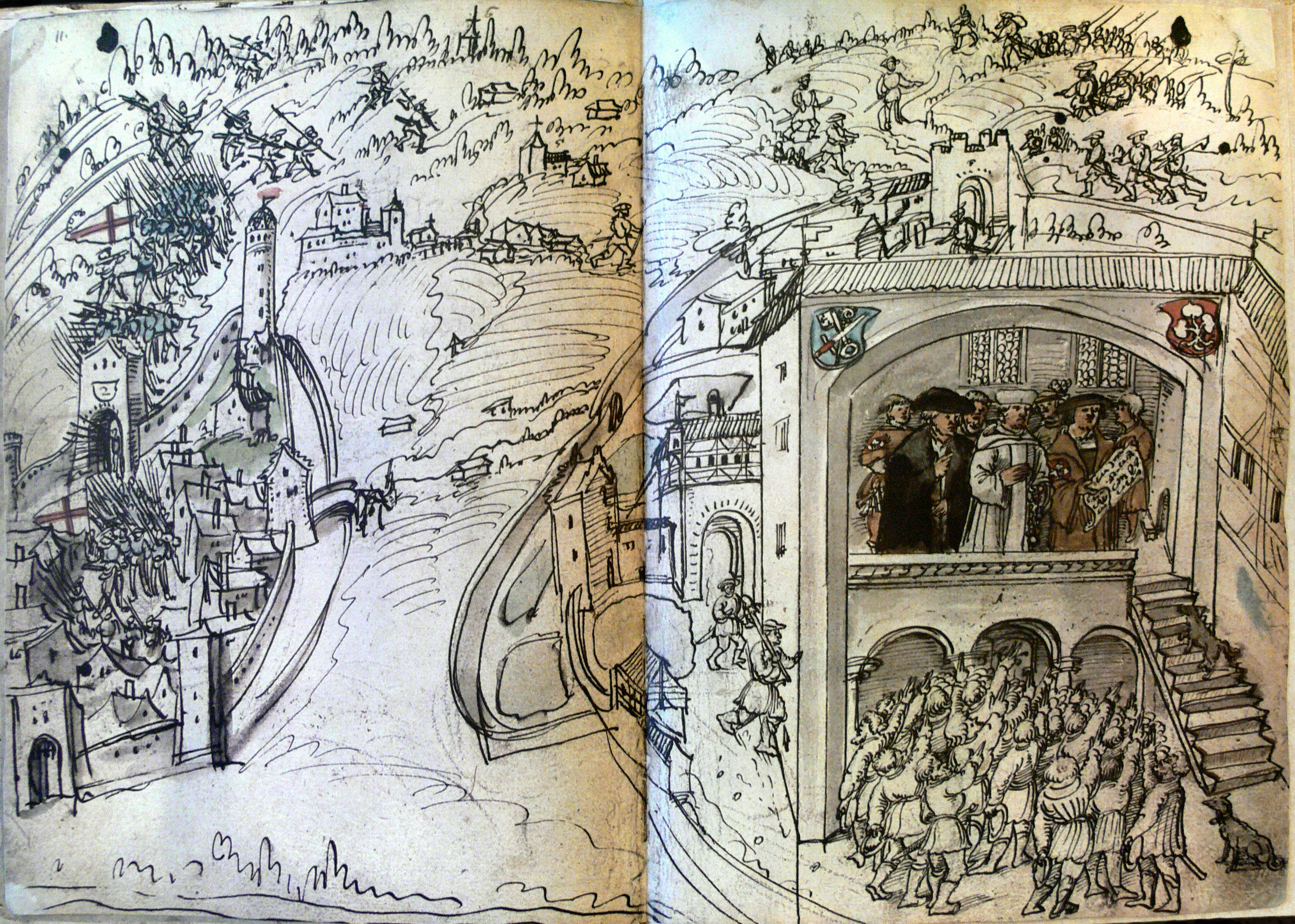
Die Untertanen des Klosters Weißenau huldigen dem Abt bei der Verlesung des Weingartener Vertrags erneut

Nach dem Abschluss des Vertrags von Weingarten dauerten es mehrere Wochen, bis sich die Mitglieder des Haufens wieder ihren Herren unterordneten. Die Strukturen des Seehaufens wurden jedoch – anders als im Vertrag festgelegt – nicht sofort aufgelöst, sondern bestanden bis in den Herbst 1525 fort. Die bedrängten Hegauer und Allgäuer Bauern versuchten den Seehaufen in dieser Zeit verzweifelt zu einem neuen Bündnis zu bewegen, was dieser jedoch ablehnte.
Die Anführer des Seehaufens waren jetzt nicht mehr zum Aufstand bereit und entschlossen sich stattdessen, mit der Obrigkeit bei der Niederschlagung und „Abwicklung“ der Rebellion zu kollaborieren. Ziegelmüller versammelte die Bermatinger Bauern Anfang Mai noch einmal, um ihnen die Einhaltung des Weingartener Vertrags einzuschärfen, auf den er sie schwören ließ. Dafür erhielt er von seinen Herren „zur Verehrung“ eine Belohnung, die in etwa so hoch war wie seine jährlichen Abgaben. Hurlewagen bemühte sich, gemeinsam mit der Reichsstadt Wangen, die Seebauern zum Kampf gegen die in Eglofs stationierten Allgäuer zu mobilisieren. Als Anerkennung erhielt er von der Stadt dafür eine „namhafte Summe“. Der ehemalige Oberst Humpis stieg kurz nach dem Bauernkrieg zum Amtmann der Äbtissin zu Lindau auf.
Hurlewagen versuchte sich ein letztes Mal beim Haufen beliebt zu machen, als er am 14. Mai in Rappertsweiler rund 1000 Bauern versammelte und jetzt doch Unterstützung für die Allgäuer ankündigte. Als es daraufhin noch am selben Tag zu einer zweiten, sehr viel gründlicheren Plünderung des Klosters Langnau kam, wurden die Urheber in einer Aktion von sechs Versammlungsplätzen des Rappertsweiler Haufens gemeinsam mit dem Grafen von Montfort gefasst und vor Gericht gebracht. Die Bürger von Tettnang, Argen und Altdorf distanzierten sich zu dieser Zeit bereits von der zum erneuten Aufstand entschlossenen Landbevölkerung. Der Schwäbische Bund warf ihm anschließend Vertragsbruch vor und setzte ein Kopfgeld auf ihn aus, was Hurlewagen zur Flucht aus der Region zwang.
Entgegen der Vereinbarung des Weingartener Vertrags wurden zahlreiche Strafaktionen gegen die Bauern durchgeführt. Besonders drastisch zeigte sich die Repression bei der Sernatinger Meuterei, als sich Ende Mai ein Teil der Linzgauer Bauern weigerte, unter Führung der Stadt Überlingen gegen ihre Hegauer Standesgenossen zu kämpfen. Unter den Rufen von „Unsere Spieße und Degen stechen und hauen keinen Bauern“, riefen sie am 27. Mai zur offenen Meuterei auf, woraufhin Überlingen ihre Anführer hinrichten ließ. Ende Juni beschwerten sich die Ausschüsse des Seehaufens in einem gemeinsamen Brief über die Repressalien. Grundsätzlich war der Schwäbische Bund nach dem Weingartener Vertrag daran interessiert, Bestrafungsaktionen einzelner Herrscher zu unterbinden, um das erneute Aufflammen von Aufständen zu verhindern.
Auch zu der im Weingartener Vertrag festgelegten Einführung von Schiedsgerichten kam es nie. Er kam der Obrigkeit jedoch zuweilen als Repressionsinstrument gelegen: So wurde beispielsweise 1530 einem Bauern in Billafingen mit Verweis auf den Vertrag die Verweigerung des Frondienstes vorgeworfen. Insgesamt hat sich die Lage der Bauern in Folge der Revolte langfristig jedoch nicht weiter verschlechtert, sondern tendenziell eher gebessert, aus Furcht vor weiteren Erhebungen agierte die Obrigkeit der Region kompromissbereiter.
Der „letzte Akt der Tragödie des Bauernkriegs am See“ (Kuhn) fand im Oktober 1525 als Posse statt: Der bei den Herrschenden bereits rehabilitierte Ziegelmüller konnte seine „seine Räte, Waibel und Mithandelnden des vergangenen Aufruhrs des Haufens am Bodensee“ gefahrlos ins Wirtshaus nach Neuhaus bei Oberteuringen einladen, um in korrekter oberschwäbischer Manier die Endabrechnung für die Bewirtungskosten vorzunehmen, die bei den Verhandlungen des Weingartener Vertrags angefallen waren – während ringsum bereits die Scharfrichter durch die Lande zogen.

## Rezeption

### Einordnung
Obschon der Seehaufen die Obrigkeit nicht direkt in Frage stellte, hätten Adel und Klerus bei einem Erfolg der Revolte viel von ihrem Einfluss verloren, da die Dorfgenossenschaften zu relativ autonomen politischen Subjekten geworden und zentrale Säulen der Feudalherrschaft ausgehöhlt worden wären. „Zur Republik war nur ein kleiner Schritt“, urteilt der Historiker Peter Blickle.
Kuhn kommt zu dem Schluss:

„Hätten die Rappertsweiler ihre Ziele erreicht, hätte die Obrigkeit aber nur noch eine sehr eingeschränkte politische Rolle spielen können, da die Dorfgenossenschaft weitgehend autonom geworden und die wirtschaftlichen und rechtlichen Grundlagen der Feudalherrschaft entscheidend geschwächt worden wären. Die Reduzierung der Kirche auf eine Gemeindekirche und die strikte Bindung an das Schriftprinzip ohne hierarchische Lehrautorität hätte die Herrschaft der entscheidenden religiös-ideologischen Legitimation beraubt. Die ‚Befreiungstheologie‘ der göttlichen Gerechtigkeit hätte revolutionäre Folgen gehabt. Der ‚Kommunalismus‘ der Rappertsweiler wäre zum ‚Republikanismus‘ der Christlichen Vereinigung ausgeweitet worden“

In der marxistischen Geschichtsschreibung wird der Bauernkrieg daher auch als „Versuch der Weiterführung der Reformation mit den Mitteln des bewaffneten Kampfes“ und Höhepunkt der „frühbürgerlichen Revolution“ interpretiert, deren „reife Siegesfrüchte“ (Engels) später vom Bürgertum hätten geerntet werden können.

### Gründe für das Scheitern
Laut Kuhn versagte die Christliche Vereinigung, als sie am meisten gebraucht wurde: Es gelang den drei Haufen nicht ihre Kräfte gegen das Heer des Schwäbischen Bundes zu vereinen. Weniger als die militärische Schwäche, verortet Kuhn die unmittelbaren Ursachen für das Scheitern vor allem im mangelnden Selbstvertrauen der Bauern, der Distanzierung der Reformatoren und Reichsstädte und den Schwächen der politischen Führung. Die Anführer des Seehaufens entstammten zumeist dem kleinen Landadel bzw. Patrizierfamilien und fürchteten um den Verlust ihrer Stellung:

„Da sie aber davor zurückschreckten, ihre gegebene Stellung durch ein militantes Vorgehen aufs Spiel zu setzen, waren sie vornehmlich um eine gütliche Einigung bemüht. Ihre Herren haben es ihnen gedankt.“

Mit dem Weingartener Vertrag konnte der Schwäbische Bund die Umsetzung der Forderungen der Bauern verhindern und zugleich ihre „saturierte“ (Kuhn) Führungsebene in die feudale Herrschaftsstruktur integrieren, womit die Seerevolte – trotz einzelner Aktionen im weiteren Verlauf des Jahres 1525 – ihr nachhaltiges Ende fand. Die von Teilen der Bauernschaft geäußerte Vermutung, dass ihr Anführer Hurlewagen vom Schwäbischen Bund bezahlt wurde, erwies sich später wie auch im Fall von Ziegelmüller als korrekt.
Der Historiker Max Steinmetz sieht in Weingarten „die bisher schwerste Niederlage der Bauern, entstanden aus dem Verzicht auf den sicheren Sieg“, in dessen Folge der Schwäbische Bund weitgehend freie Hand zur Niederschlagung der Revolte der württembergischen und fränkischen Bauern erhielt, der mehr als 70.000 Menschen zum Opfer fielen. Mit dem Weingartener Vertrag sah sich das feudale Lager wieder die Oberhand gewinnen und vernetzte sich auch andernorts besser, teils konfessionsübergreifend – wogegen in der Folge auch Thomas Müntzer nichts mehr auszurichten vermochte.

### Plünderungen
Laut Kuhn kamen „alle Klöster im Bereich des Seehaufens im Vergleich zu anderen Aufstandsgebieten glimpflich davon. Kein Kloster ging in Flammen auf, größere Gebäudeschäden wurden nicht gemeldet, es blieb im Wesentlichen bei Lebensmittellieferungen und –verlusten, da die Bauernhaufen auf die Verpflegung aus den Klostervorräten angewiesen waren.“
Das Verbot zur Plünderung basierte auf einer direkten Anordnung der Führung. Der Chronist des Klosters Salem lobte in diesem Zusammenhang Eitelhans Ziegelmüller. Dieser habe „seine Handt treulich über uns gehalten, es wäre uns [sonst] vielleicht nicht wohl ergangen“.

## Gedenken

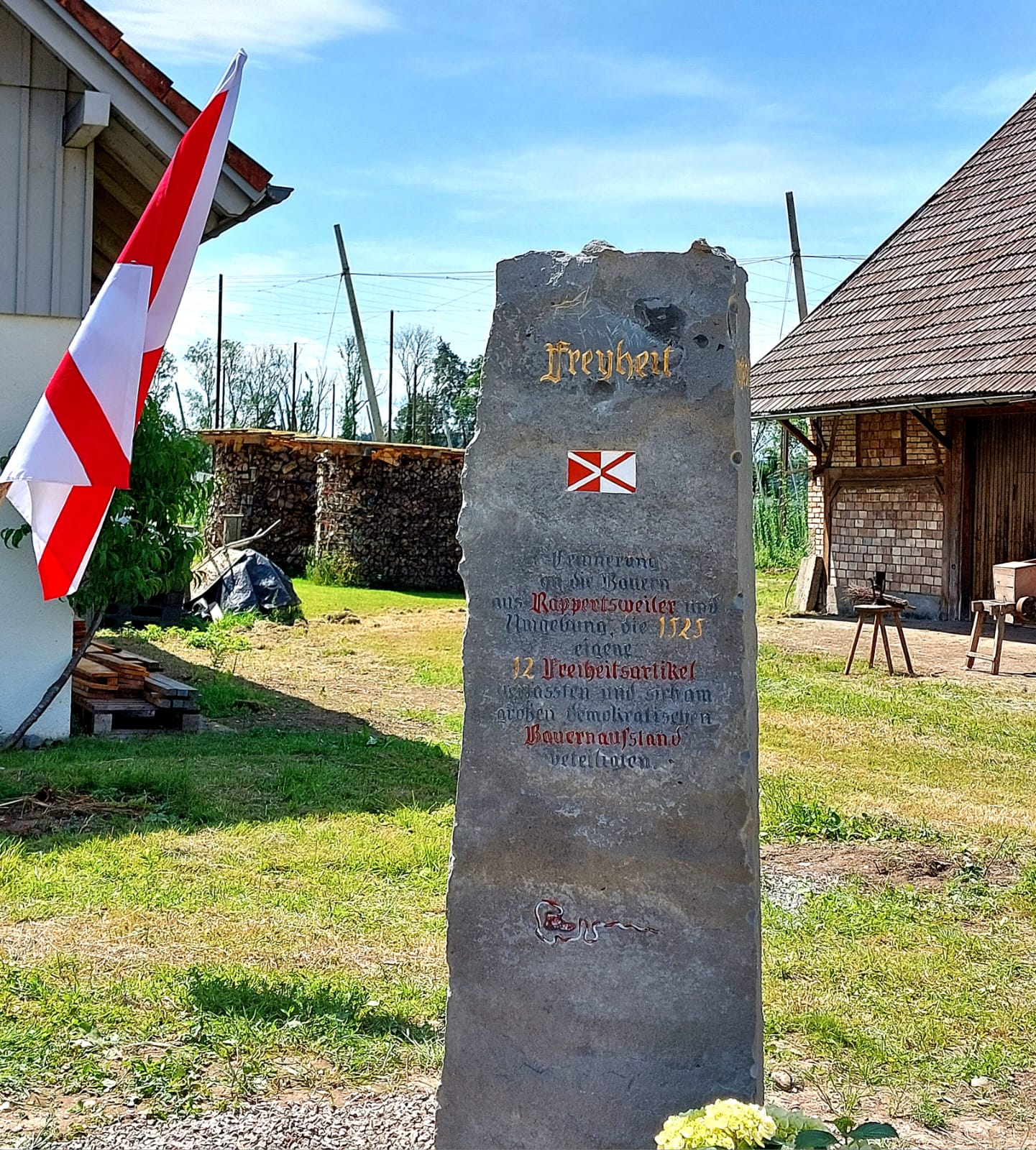
Bauernkriegsstele in Rappertsweiler bei ihrer Einweihung am 1. Juni 2025

- Im Jahr 1989 wurde in Rappertsweiler im Auftrag des Schwäbischen Albvereins ein Gedenkstein für den Rappertsweiler Haufen errichtet. Auf ihm ist die Inschrift verzeichnet: „Wir begehren nichts anderes als die göttliche Gerechtigkeit“.[27]
- In Weingarten wurde eine Straße und in der Ravensburger Ortschaft Obereschach im Jahr 2008 eine Grundschule nach dem Weißenauer Bauernführer Stefan Rahl benannt. Der Rahlenhof südwestlich von Ravensburg trägt noch heute seinen Namen.
- Am Bermatinger Kehlhof erinnert eine von der Gemeinde angebrachte Plakette an das Wirken von Eitelhans Ziegelmüller.
- Am 21. Februar 2025, dem 500. Jahrestag der Gründung des Rappertsweiler Haufens, wurden in Oberreitnau und im Lindauer Ortsteil Rickenbach zwei Stelen eingeweiht, die vom Lindauer Bildhauer und Steinmetz René Geier in einer lokal und zeittypischen Variante der Frakturschrift gestaltet wurden. Auf ihnen ist die Inschrift verzeichnet: „Wir erinnern an die Bauern Lindaus, die sich 1525/26 am großen demokratischen Bauernaufstand beteiligten.“ Darunter befindet sich eine Bundschuhfahne. Initiiert wurden die Stelen vom Lindauer Lokalhistoriker Karl Schweizer.[28]
- Anlässlich des 500. Jubiläums des Bauernkrieges fand am 24./25. Mai 2025 in Bermatingen eine „historische Dorfbelebung“ durch den Geschichtsverein Seehaufen e.V. statt, in deren Rahmen unter anderem in dem Gelände um den Kehlhof mit Darbietungen und Informationstafeln an den Seehaufen erinnert wurde.[29]
- Am 1. Juni 2025 wurde in Rappertsweiler neben dem dortigen Kehlhof eine Gedenkstele anlässlich des 500. Jubiläums des Bauernkrieges im Argental eingeweiht. Sie trägt die Inschrift „Recht, Freyheit, Gerechtigkeit – Erinnerung an die Bauern aus Rappertsweiler und Umgebung, die 1525 eigene 12 Freiheitsartikel verfassten und sich am großen demokratischen Bauernaufstand beteiligten.“ Darüber ist das weiß-rote Andreaskreuz, die Fahne der oberschwäbischen Bauern, abgebildet; unter der Inschrift ist eine Bundschuhfahne. Initiiert wurde sie vom Förderkreis Heimatkunde Tettnang e.V. und dem Ortschaftsrat von Langnau. Die Ausführung erfolgte durch den Bildhauer René Geier, der bereits für die beiden Stelen in Lindau verantwortlich war. Im Rahmen der Veranstaltung bekam Rappertsweiler die Plakette „Ort der deutschen Demokratiegeschichte“ der Stiftung Orte der deutschen Demokratiegeschichte verliehen.[30]

## Trivia
- Das Adelsgeschlecht Waldburg-Zeil spielt bis heute in der Region eine Rolle. Es profitierte damals finanziell und durch Gebietsgewinne von der Niederschlagung der Aufstände. In ihrem Besitz befinden sich heute unter anderem Ländereien, mehrere Kliniken und Spielcasinos sowie Anteile der wichtigsten lokalen Zeitungsverlage.[31]